# Ханас Степан
Степа́н Хана́с (псевдо: «Ярий», «Палій», «Камінь», «Директор») (* 15 березня 1910, с. Башня Долішня, Любачівський повіт — ?) – діяч УПА, шеф канцелярії при команді ТВ-27 «Бастіон».

## Життєпис
Народився 15 березня 1910 року в селі Башня Долішня Любачівського повіту в сім'ї священника.
Навчався в народній школі, а згодом у гімназії. 2 роки навчався у Перемишльській греко-католицькій семінарії, але її покинув та продовжив навчання у ремісничій бурсі у Львові, вивчав міжнародну торгівлю. 
Очолював філію «Маслосоюзу» на Ярославщині.
У 1939-1940 учителював у селі Борова Гора на Любачівщині, був заарештований більшовиками та утримувався в Бригідках у Львові. Звільнений у зв'язку з початком радянсько-німецької війни. У 1943 році перейшов до Любачівського повіту, вступив до новоствореної чоти «Крука», яка за короткий час в люблинецьких лісах приєдналася до куреня «Месники» під керівництвом «Залізняка». Тут став політвиховником у першій сотні Івана Шиманського «Шума». (Згідно з «Партизанськими дорогами…» у третій сотні «Месники-3», під командуванням того ж «Шума», з квітня 1945 по квітень 1946). 
Навесні 1945 року коротко був чотовим у другій сотні «Біса», згодом працював у штабі куреня як заступник курінного «Залізняка», а від початку літа 1945 до 1947 виконував обов'язки секретаря (шефа канцелярії) в штабі куреня. 
В 1947 восени рейдував разом з командиром сотні Григорієм Мазуром «Калиновичем» на захід. На польсько-чеському пограниччі їх група попала на чеську засідку. За деякими твердженнями, загинув на місці, за іншими — поранений попав у полон, згодом був депортований до Польщі і розстріляний у Варшаві разом з сотенним «Калиновичем». Однак його прізвища серед українців, засуджених до смертної кари, страчених і померлих у в'язницях Польщі в 1944–1956 роках, немає.